# 그릴루시 도르커

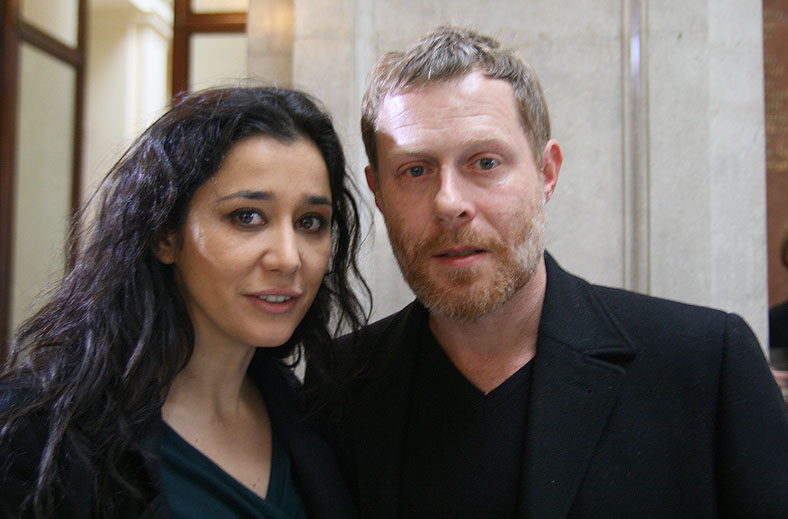

그릴루시 도르커(헝가리어: Gryllus Dorka, 1972년 12월 26일 ~ )는 헝가리의 배우이다.
부다페스트에서 태어났다.

## 영화
- 위켄드 (2015년)
- 데미몬드 (2015년)
- 그곳의 날씨 (2015년)
- 환멸 (2010년)
- 더 카메라머더러 (2010년)
- 더 본 맨 (2009년)
- 소울 키친 (2009년)
- 오버나잇 (2007년)
- 이리나 팜 (2007년) - 루샤 역
- 달라스 지구 (2005년)
- 믹스 (2004년)
- 글루미 선데이 (1999년)